# Панащатенко Валентина Степанівна
Валентина Степанівна Панащатенко (28 листопада 1908, Миргород — 26 вересня 2002, Миргород) — українська радянська художниця декоративно-ужиткового мистецтва і педагог.

## Біографія
Народилася 15 [28] листопада 1908 року в місті Миргороді (нині Полтавська область, Україна). Протягом 1926—1929 років навчалася у Миргородському керамічному технікумі у Фотія Красицького, Опанаса Сластіона; у 1929—1930 роках — у Миргородському індустріально-керамічному інституті у Федора Балавенського, Станіслава Патковського, Івана Українця.
У 1930—1941 роках працювала на Мархлевському порцеляновому заводі. Автока чайних сервізів, декоративних ваз, виконаних у порцеляні й декорованих тематичними зображеннями та українським народним орнаментом. Протягом 1943—1946 років очолювала цех керамічної майстерні при Миргородському керамічному технікумі, у якому створювала зразки орнаментального оздоблення для виробів; у 1944—1971 роках — викладачка цього навчального закладу й завідувачка музею кераміки. Серед учнів: Раїса Вакула, Клавдія Гапонюк, Микола Козак, Василь Лашко, Моцак Михайло, Микола Ніколаєв, Володимир Оврах, Віталій Овчаренко, Зінаїда Олексенко, Тетяна Потравна, Борис Пянида, Таїсія Шуляк, Валентина Щербань.
Померла у Миргороді 26 вересня 2002 року.